# へ
平假名和片假名是日语的假名之一，由一个音节组成。在日语五十音图中排第6行第4个（は行え段）的位置。（平假名）和（片假名）是清音，其對應的濁音為（平假名）和（片假名），半濁音為（平假名）和（片假名）。
當助詞用時發音為「e」

## 筆劃順序

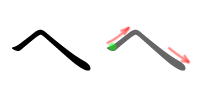
平假名へ的筆劃順序

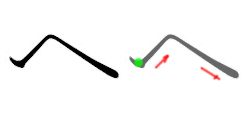
片假名ヘ的筆劃順序

## 關於和
| 現代日語發音   | 由1個子音和1個母音形成／he̞／音， 其對應的濁音為／be̞／音、半濁音為／pe̞／音                                |
| 五十音顺序     | 第29位                                                                                                   |
| 伊吕波顺序     | 第6位，「」之后、「」之前                                                                                |
| 平假名「」字源 | 「部」字偏旁的草書                                                                                       |
| 片假名「」字源 | 「部」字偏旁的草書                                                                                       |
| 日语罗马字     | :平文式罗马字：he 训令式罗马字：he :平文式罗马字：be 训令式罗马字：be :平文式罗马字：pe 训令式罗马字：pe |
| 点字：         | \| ●● ●－ ●● \|                                                                                          |
| 通话表         | 「」 |
| 摩尔斯电码     | ・ |
| ●● ●－ ●●      | |